# Ein Sommer in Ungarn
Ein Sommer in Ungarn ist ein deutscher Fernsehfilm von Sophie Allet-Coche aus dem Jahr 2014. Bei dem in der Rubrik „Herzkino“ startenden ZDF-Sonntagsfilm handelt es sich um die elfte Folge der Filmreihe Ein Sommer in …, die an wechselnden Schauplätzen der Welt spielt.

## Handlung
Friseurin Doro arbeitet auf einem Kreuzfahrtschiff. Sie verliert ihre Arbeitsstelle, als sie mit ihrem Vorgesetzten in einen Streit gerät. Ildiko, ein Kreuzfahrtgast, wird ungewollt Zeuge ihrer fristlosen Entlassung und bietet ihr eine dreiwöchige Vertretungsstelle in einem ungarischen Friseursalon an, in dem Ildikos Cousine Réka arbeitet, die sich allerdings das Bein gebrochen hat. Im Salon wird sie nicht von allen warmherzig aufgenommen und Doro überlegt sogar, wieder zu gehen. Doch wegen der sympathischen Ildiko und dem attraktiven Tamás sowie den vielen netten ungarischen Dorfbewohnern bleibt sie und beweist ihren Kritikern, dass sie Mut und Talent hat.

## Hintergrund
Ein Sommer in Ungarn wurde vom 14. Mai 2013 bis zum 12. Juni 2013 in Budapest und Umgebung gedreht. Produziert wurde der Film von der Moviepool GmbH.

## Kritik
Für die Kritiker der Fernsehzeitschrift TV Spielfilm fällt Ein Sommer in Ungarn immer wieder in Heimatfilm-Klischees zurück. So bleibt er eine „weitere Variante des altbekannten Themas ‚Entwurzelte Großstädterin findet Halt in ländlicher Gemeinschaft‘“. Gelobt wird Chiara Schoras „quirliger Charme“, ansonsten sei der Film eher „Durchschnitt mit netter Hauptdarstellerin“.